# Santa Marinha do Zêzere
Santa Marinha do Zêzere ist eine Gemeinde im Norden Portugals.
Santa Marinha do Zêzere gehört zum Kreis Baião im Distrikt Porto, besitzt eine Fläche von 10,7 km² und hat 2469 Einwohner (Stand 19. April 2021).